# Escola do Danúbio

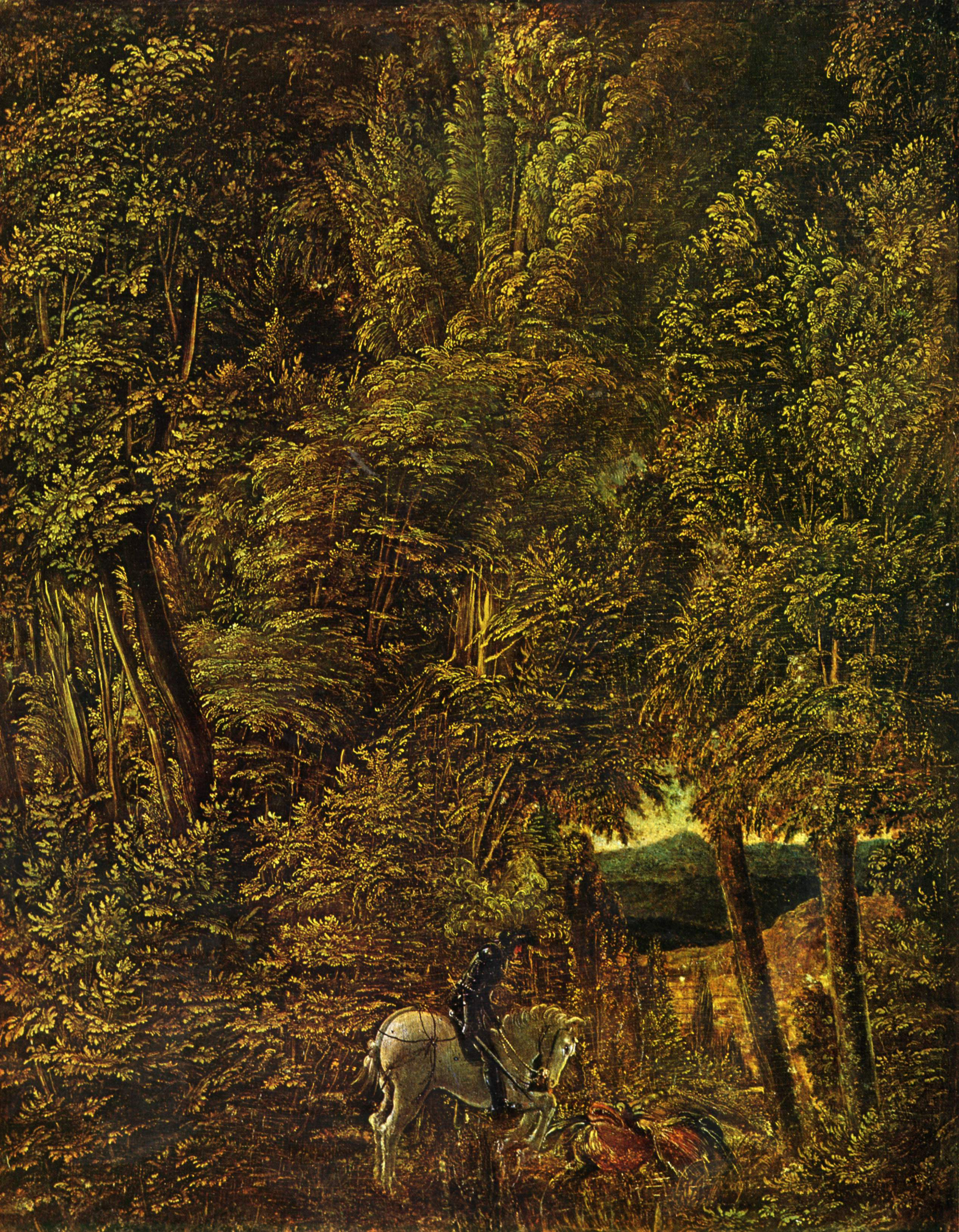
São Jorge e o Dragão, Albrecht Altdorfer

A Escola do Danúbio (em alemão Donauschule ou Donaustil) é um círculo de pintores do começo do século XVI na Baviera e Áustria (também ao longo do vale do Danúbio).  Muitos trabalhavam com gravuras, geralmente em água-forte. Estavam entre os primeiros pintores a trabalhar na pintura de paisagens e suas figuras, influenciadas por Matthias Grünewald, são muitas vezes quase expressionistas. Mostram pouca influência italiana e representam um quebra no alto acabamento da Renascença Setentrional.
O conceito de escola é enganador, já que a maioria dos artistas que foram contados a ela nunca esteve em uma relação professor-aluno. O seu agrupamento sob este conceito coletivo baseou-se em suas características estilísticas comuns. o conceito é geralmente considerado como um elo entre o gótico tardio e o Renascimento.
Entre seus principais membros, estavam:
- Albrecht Altdorfer
- Wolf Huber
- Jörg Breu, o Velho
- Rueland Frueauf
- Augustin Hirschvogel

Lucas Cranach foi uma grande influência para a escola e, muitas vezes, é considerado um membro do movimento.

## História
O termo "Donaustil" foi usado e definido pela primeira vez em 1892 por Theodor von Frimmel em sua revisão da dissertação pelo historiador de arte de Berlim, Max J. Friedländer, sobre Albrecht Altdorfer . Ele viu na pintura uma diferença na arte do resto da Alemanha e entendeu Albrecht Altdorfer como seu principal representante. Nos próximos anos e décadas, o conceito foi repetidamente adotado, embora Max Jakob Friedländer criticasse a imprecisão do termo em 1922 e pedisse uma determinação mais clara do estilo. 

## Características
A Escola de Danúbio, ou "Donauschule", é uma nova expressão de sentimentos naturais até então desconhecida. A natureza recebe uma medição independente em suas pinturas - Os primeiros estudos naturais sem representações humanas ao norte dos Alpes são conhecidos por "Wolfhuber". Pela primeira vez na região da Europa Central, o evento também está inserido em uma paisagem que muitas vezes é simbolicamente destacada. A paisagem geralmente recebe um conteúdo simbólico que sublinha o tema principal da imagem; Por exemplo, uma crucificação, o céu é muitas vezes coberto por nuvens escuras, que tornam a imagem toda sombria. Essa elevação poética e simbólica da paisagem corresponde aos meios estilísticos, que os observadores recentes freqüentemente se lembraram do expressionismo. Conceitos como paisagem simbólica, uma paisagem verdadeira, uma paisagem simpática ou uma paisagem temperamental são influenciados por historiadores da arte como Keneth Clark e Götz Pochat.

## Fonte
- Otto Wutzel: A arte de Donauschule (1490 a 1540). Exposição do Estado da Alta Áustria na Abadia de St. Florian e no Schlossmuseum Linz, 14 de maio a 17 de outubro de 1965, Catálogo 1ª a 3ª Edição 1965 XXIII S, 16 volumes, 295 S, 60 páginas, Ilustrações, Linz 1965.